# 茹荷镇
茹荷镇，是中华人民共和国河北省秦皇岛市昌黎县下辖的一个乡镇级行政单位。

## 行政区划
茹荷镇下辖以下地区：
茹荷村、东拗榆树村、西拗榆树村、中拗榆树村、少佛林村、东仓上村、西仓上村、赵庄子村、杨太庄村、东石各庄村、南石各庄村、北石各庄村、大滩村、大东庄村、胡草科村、棉花坨村、前七里庄村和后七里庄村。